# Ĕ̤
Cette page contient des caractères spéciaux ou non latins. S’ils s’affichent mal (▯, ?, etc.), consultez la page d’aide Unicode.
Ĕ̤ (minuscule : ĕ̤), appelé E tréma souscrit brève, est un graphème et une lettre additionnelle de l’alphabet latin utilisée dans l’écriture du mindong. Elle est composée d’un E, d’un tréma souscrit et d’une brève.

## Représentations informatiques
Le E tréma souscrit brève peut être représenté avec les caractères Unicode suivants : 
- composé et normalisé NFC (latin étendu A, diacritiques)[1],[2] :

| formes    | représentations | chaînes de caractères | points de code | descriptions                                               |
| --------- | --------------- | --------------------- | -------------- | ---------------------------------------------------------- |
| capitale  | Ĕ̤               | Ĕ◌̤                    | U+0114 U+0324  | lettre majuscule latine e brève diacritique tréma souscrit |
| minuscule | ĕ̤               | ĕ◌̤                    | U+0115 U+0324  | lettre minuscule latine e brève diacritique tréma souscrit |

- décomposé et normalisé NFD (latin de base, diacritiques) :

| formes    | représentations | chaînes de caractères | points de code       | descriptions                                                    |
| --------- | --------------- | --------------------- | -------------------- | --------------------------------------------------------------- |
| capitale  | Ĕ̤               | E◌̤◌̆                   | U+0045 U+0324 U+0306 | lettre majuscule e diacritique tréma souscrit diacritique brève |
| minuscule | ĕ̤               | e◌̤◌̆                   | U+0065 U+0324 U+0306 | lettre minuscule e diacritique tréma souscrit diacritique brève |